# 호텔 세사르
《호텔 세사르》(노르웨이어: Hotel Cæsar)는 노르웨이의 연속극이다.